# Três vagabundos

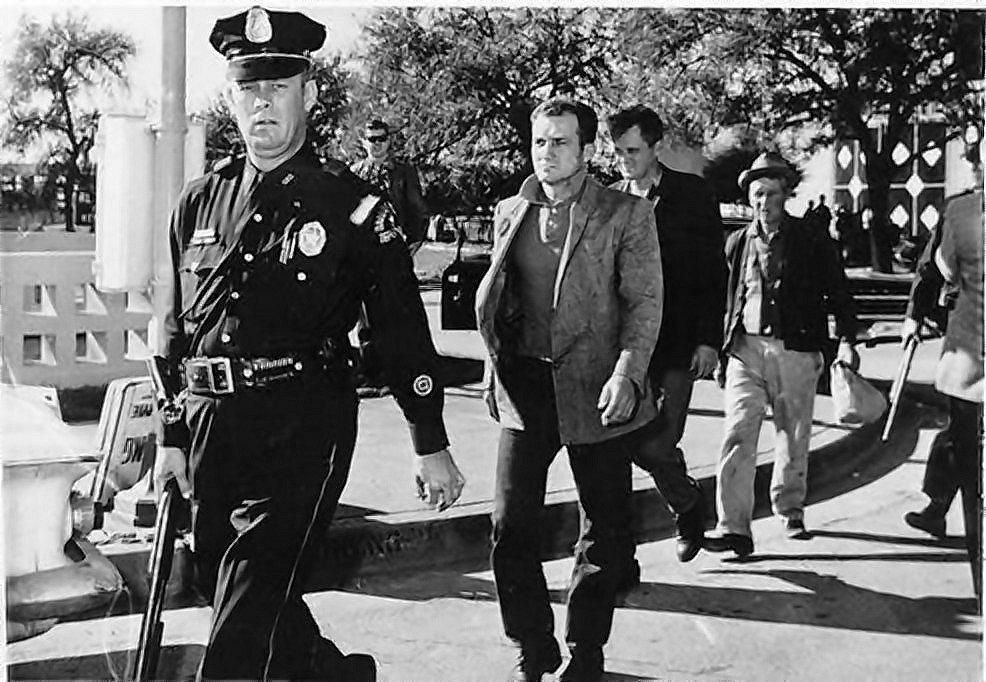
Os três vagabundos

Os três vagabundos (em inglês:  three tramps) são três homens fotografados por vários jornais da região de Dallas sob escolta policial perto do Texas School Book Depository logo após o assassinato do presidente dos Estados Unidos John F. Kennedy em 22 de novembro de 1963. Desde meados da década de 1960, várias alegações foram feitas sobre as identidades dos homens e seu envolvimento em uma conspiração para matar Kennedy. Os três homens foram posteriormente identificados nos registros do Departamento de Polícia de Dallas como Gus Abrams, Harold Doyle e John Gedney.

## Primeiras alegações
O The Dallas Morning News, o Dallas Times Herald e o Fort Worth Star-Telegram fotografaram três moradores de rua sob escolta policial perto do Texas School Book Depository logo após o assassinato. Os homens mais tarde ficaram conhecidos como os "três vagabundos". De acordo com Vincent Bugliosi, as alegações de que esses homens estavam envolvidos em uma conspiração se originaram do pesquisador Richard E. Sprague, que compilou as fotografias em 1966 e 1967 e, posteriormente, as entregou a Jim Garrison durante sua investigação de Clay Shaw. Aparecendo diante de uma audiência nacional no episódio de 31 de janeiro de 1968 do The Tonight Show, Garrison ergueu uma foto dos três e sugeriu que eles estavam envolvidos no assassinato.

## Alegações posteriores: E. Howard Hunt e Frank Sturgis

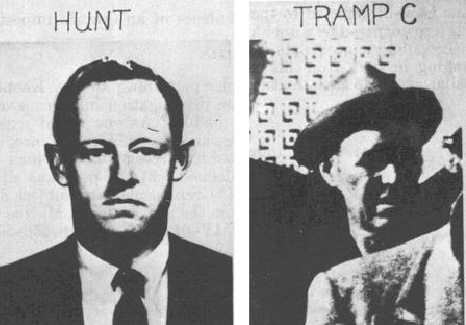
E. Howard Hunt e um dos três vagabundos presos após o assassinato de JFK

Mais tarde, em 1974, os pesquisadores de assassinatos Alan J. Weberman e Michael Canfield compararam as fotografias dos homens com as de pessoas que eles acreditavam serem suspeitas envolvidas em uma conspiração e disseram que dois dos homens eram os assaltantes de Watergate E. Howard Hunt e Frank Sturgis. O comediante e ativista dos direitos civis Dick Gregory ajudou a chamar a atenção da mídia nacional para as alegações contra Hunt e Sturgis em 1975, após obter as fotografias de comparação de Weberman e Canfield. Imediatamente após obter as fotografias, Gregory deu uma entrevista coletiva que recebeu cobertura considerável e suas acusações foram relatadas na Rolling Stone e na Newsweek.

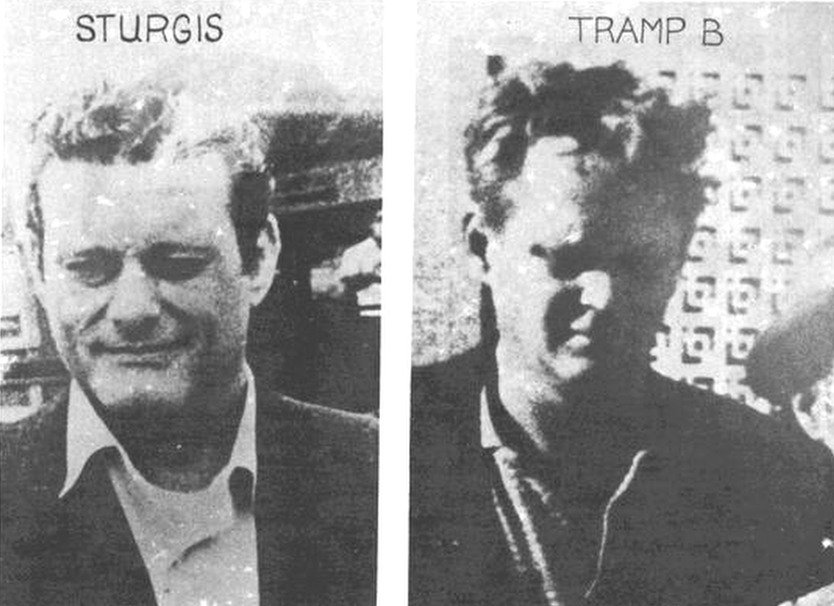
Frank Sturgis e um dos três vagabundos

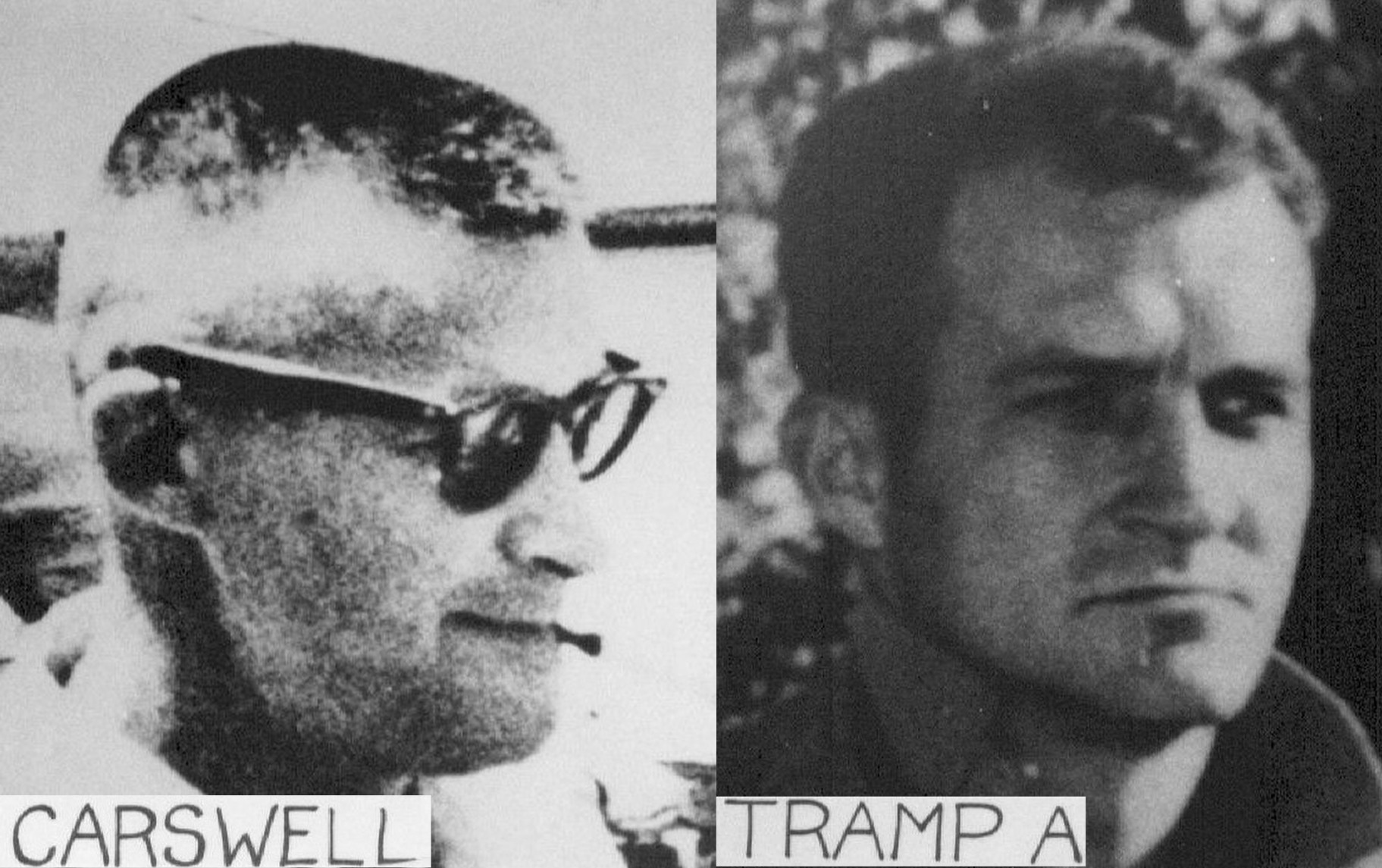
Dan Carswell, um agente da CIA, foi supostamente preso na Dealey Plaza disfarçado de vagabundo escondido em um vagão de trem atrás de uma colina gramada, de onde testemunhas alegaram ter ouvido tiros

A Comissão Rockefeller relatou em 1975 que investigou a alegação de que Hunt e Sturgis, em nome da Central Intelligence Agency (CIA), participaram do assassinato de Kennedy. O relatório final daquela comissão declarou que testemunhas que testemunharam que os "abandonados" tinham uma semelhança com Hunt ou Sturgis, "não demonstraram ter qualquer qualificação em identificação fotográfica além daquela possuída por um leigo médio". Seu relatório também afirmou que o agente do FBI Lyndal L. Shaneyfelt, "um especialista nacionalmente reconhecido em fotoidentificação e fotoanálise" do laboratório fotográfico do FBI, concluiu a partir da comparação de fotos que nenhum dos homens era Hunt ou Sturgis.
Em 1979, o Comitê Seleto da Câmara sobre Assassinatos relatou que antropólogos forenses analisaram e compararam novamente as fotografias dos "vagabundos" com as de Hunt e Sturgis, bem como com as fotografias de Thomas Vallee, Daniel Carswell e Fred Lee Crisman. De acordo com o Comitê, apenas Crisman se parecia com algum dos vagabundos; mas o mesmo Comitê determinou que ele não estava na Dealey Plaza no dia do assassinato.
De acordo com Mark Lane, Sturgis se envolveu com Marita Lorenz em 1985, que mais tarde identificou Sturgis como o atirador do assassinato.

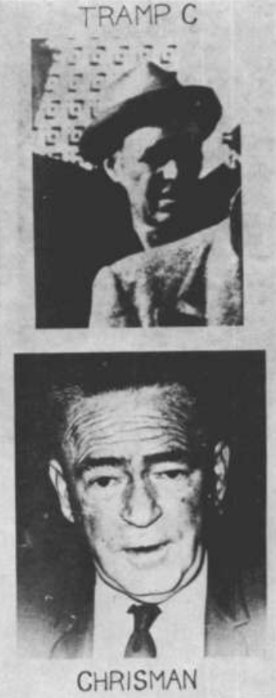
Em uma exposição do Comitê de Assassinatos, Tramp C é comparado a Fred Crisman (abaixo)

## Outras alegações: Charles Harrelson, Charles Rogers e Chauncey Holt
Em setembro de 1982, o assassino contratado Charles Harrelson, enquanto procurado pelo assassinato do juiz federal John H. Wood Jr., "confessou" ter matado Wood e o presidente Kennedy, durante um impasse de seis horas com a polícia, no qual ele estaria sob efeito de cocaína. Joseph Chagra, irmão de Jamiel Chagra, testemunhou durante o julgamento de Harrelson que Harrelson alegou ter atirado em Kennedy e desenhado mapas para mostrar onde ele estava se escondendo durante o assassinato. Chagra disse que não acreditava na alegação de Harrelson, e a AP relatou que o FBI "aparentemente desconsiderou qualquer envolvimento de Harrelson no assassinato de Kennedy".
De acordo com o livro de 1989 Crossfire, de Jim Marrs, Harrelson é considerado o mais jovem e alto dos "vagabundos" por muitos pesquisadores de assassinatos. Marrs afirmou que Harrelson estava envolvido "com criminosos ligados a agências de inteligência e militares" e sugeriu que ele estava conectado a Jack Ruby por meio de Russell Douglas Matthews, um terceiro com ligações ao crime organizado que era conhecido por Harrelson e Ruby.
Em setembro de 1991, os investigadores particulares John Craig e Philip Rogers, que estavam trabalhando em um livro sobre um caso de assassinato não resolvido, alegaram que Charles Rogers, que desapareceu em 1965 depois que os corpos desmembrados de seus pais foram encontrados em uma geladeira, era um agente da CIA que foi identificado por seus amigos e parentes como um dos "vagabundos". De acordo com o Houston Chronicle, um detetive de homicídios que trabalhou no caso original do assassinato dos pais de Rogers descreveu o cenário como "rebuscado".
Três meses depois, em um artigo da Newsweek de 1991 sobre JFK de Oliver Stone, Chauncey Holt recebeu atenção nacional por várias alegações que fez sobre o assassinato do presidente Kennedy, incluindo que ele era um dos três agentes da CIA fotografados como "vagabundos". Holt afirmou que estava com Harrelson na Dealey Plaza no dia do assassinato. De acordo com Holt, ele foi ordenado a Dallas para entregar credenciais falsas do Serviço Secreto, mas não estava envolvido no assassinato de Kennedy nem tinha conhecimento de quem o fez.
O livro de John Craig e Philip Rogers de 1992, The Man on the Grassy Knoll, eventualmente conectou Charles Harrelson, Charles Rogers e Chauncey Holt, alegando que eles eram os três vagabundos fotografados na Dealey Plaza. De acordo com o livro, Harrelson e Rogers eram atiradores de elite no gramado que foram auxiliados por Holt.

## Explicação histórica: Gus Abrams, Harold Doyle e John Gedney
Em 1992, a jornalista Mary La Fontaine descobriu registros de prisões de 22 de novembro de 1963 que o Departamento de Polícia de Dallas havia divulgado em 1989, que nomearam os três homens como Gus W. Abrams, Harold Doyle e John F. Gedney. De acordo com os relatórios de prisão, os três homens foram "retirados de um vagão nos pátios ferroviários logo após o presidente Kennedy ser baleado", detidos como "prisioneiros investigativos", descritos como desempregados e passando por Dallas, e então liberados quatro dias depois.
Uma busca imediata pelos três homens pelo FBI e outros foi motivada por um artigo de Ray e Mary La Fontaine na primeira página do Houston Post de 9 de fevereiro de 1992. Menos de um mês depois, o FBI informou que Abrams estava morto e que as entrevistas com Gedney e Doyle não revelaram nenhuma informação nova sobre o assassinato. De acordo com Doyle, os três homens passaram a noite anterior ao assassinato em um abrigo local para moradores de rua, onde tomaram banho e comeram antes de voltar para o pátio ferroviário.
Entrevistado pelo A Current Affair em 1992, Doyle disse que estava ciente das alegações e não se apresentou por medo de ser implicado no assassinato. Ele acrescentou: "Eu sou um cara simples, um simples garoto do campo, e é assim que quero continuar. Eu não seria uma celebridade por US$ 10 milhões". Gedney confirmou independentemente o relato de Doyle, e um pesquisador que rastreou a irmã de Abrams confirmou que Abrams viveu a vida de um saltador de trem itinerante e morreu em 1987.
Apesar das identificações do Departamento de Polícia de Dallas em 1989 dos três vagabundos como sendo Doyle, Gedney e Abrams e da falta de evidências conectando-os ao assassinato, alguns pesquisadores continuaram a manter outras identificações para os vagabundos e a teorizar que eles podem ter sido conectados ao crime. Fotografias dos três no momento de sua prisão alimentaram especulações sobre suas identidades, pois pareciam estar bem vestidos e barbeados, incomum para passageiros de trem. Alguns pesquisadores também acharam suspeito que a polícia de Dallas tivesse rapidamente libertado os vagabundos da custódia, aparentemente sem investigar se eles poderiam ter testemunhado algo significativo relacionado ao assassinato, e que a polícia de Dallas alegou ter perdido os registros de suas prisões, bem como suas fotos e impressões digitais.